# Pozdniakowa (obwód kurski)
Pozdniakowa (ros. Позднякова) – wieś (ros. деревня, trb. dieriewnia) w zachodniej Rosji, w sielsowiecie nikolskim rejonu oktiabrskiego w obwodzie kurskim.

## Geografia
Miejscowość położona jest w pobliżu źródła Rogozny (prawy dopływ Sejmu), 3,5 km od centrum administracyjnego sielsowietu (Stojanowa), 26 km na północny zachód od centrum administracyjnego rejonu (Priamicyno), 32 km na północny zachód od Kurska, 22,5 km od drogi magistralnej (federalnego znaczenia) M2 «Krym».
We wsi znajdują się 14 posesje.
Klimat
Miejscowość, jak i cały rejon, znajduje się w strefie klimatu kontynentalnego z łagodnym ciepłym latem i równomiernie rozłożonymi opadami rocznymi (Dfb w klasyfikacji klimatów Köppena).

## Demografia
W 2010 r. wieś zamieszkiwało 10 osób.